# FN Ballista
Le FN Ballista est la dénomination américaine du fusil de précision allemand Unique Alpine TPG-3 A4 et que FN America avait commercialisé sur le marché américain.

## Histoire
Le TPG-3 a été développé par la société allemande Unique Alpine de Erding en Bavière. Son nom signifie Taktisches Präzisionsgewehr, soit Fusil de précision tactique en allemand. Lorsque le Commandement des forces spéciales américaines annonce son intention de se doter d'un nouveau fusil de précision tactique, Unique Alpine s'associe avec FN America pour le faire concourir sous le nom de Ballista. Opposé aux productions d'armuriers solidement établis comme Accuracy International ou SAKO, le Ballista est rapidement éliminé de la compétition. Un temps proposé sur le marché civil américain par FN America, le Ballista est finalement retiré du catalogue.

## Conception technique
Le Ballista / TPG-3 est un fusil de précision à verrou basé sur un châssis modulaire en aluminium. La crosse est réglable en longueur et possède un appuie-joue ajustable et peut être rabattue latéralement pour le transport. Un long rail Picatinny court sur le dos de l'arme et peut accueillir n'importe quelle optique de visée. Le chargeur en polymères peut contenir de 5 à 10 cartouches en fonction du calibre utilisé mais, dans tous cas, il s'agit d'un chargeur propriétaire spécifique au Ballista / TPG-3. Le canon se termine par un frein de bouche à plusieurs étages pouvant accueillir un modérateur de son.

## Culture populaire
Le FN Ballista / Unique Alpine TPG-3 sont peu présents dans la culture populaire. Il fait une apparition dans Call of Duty : Black Ops 2 sorti en 2012 sous le nom de Ballista. Il est également présent dans deux jeux massivement multijoueur : Alliance of Valiant Arms et Crossfire.